# Porządek liniowy

Ilustracja porządku liniowego

Porządek liniowy – częściowy porządek będący zarazem łańcuchem, czyli taki, w którym każde dwa elementy rozpatrywanego zbioru są porównywalne.

## Definicje
Porządek liniowy to porządek częściowy {\displaystyle \preccurlyeq } na danym zbiorze {\displaystyle X} spełniający warunek spójności:
{\displaystyle \forall _{a,b\in X}\;a\preccurlyeq b\lor b\preccurlyeq a.}
Parę uporządkowaną {\displaystyle (X,\preccurlyeq )} nazywa się wtedy zbiorem liniowo uporządkowanym lub też zbiorem całkowicie uporządkowanym. Symbol {\displaystyle \prec } będzie oznaczał porządek ostry, tzn. relację zdefiniowaną wzorem
{\displaystyle x\prec y\iff x\preccurlyeq y\land x\neq y.}
Podzbiór {\displaystyle A} zbioru {\displaystyle X} nazywa się
- gęstym, jeśli zachodzi
{\displaystyle \forall _{x,y\in X,x\prec y}\;\exists _{z\in A}\;x\prec z\prec y;}
- ograniczonym z góry, jeśli
{\displaystyle \exists _{x\in X}\;\forall _{a\in A}a\preccurlyeq x.}

Mówi się, że {\displaystyle (X,\preccurlyeq )} jest
- porządkiem bez końców, jeśli w {\displaystyle X} nie ma tak elementu najmniejszego, jak i największego, tzn. jeśli nie zachodzi
{\displaystyle \forall _{x\in X}\;\exists _{y\in X}\;y\preccurlyeq x} oraz {\displaystyle \forall _{x\in X}\;\exists _{y\in X}\;x\preccurlyeq y;}
- porządkiem relatywnie zupełnym, jeśli każdy niepusty i ograniczony z góry podzbiór {\displaystyle X} ma kres górny. Wtedy także każdy niepusty podzbiór ograniczony z dołu ma kres dolny.
- porządkiem gęstym, jeśli {\displaystyle X} jest gęstym podzbiorem {\displaystyle X.}

## Przykłady
- Relacje niewiększości na zbiorze liczb całkowitych, wymiernych czy rzeczywistych są porządkami liniowymi.
- Szczególnym przypadkiem porządku liniowego jest dobry porządek.
- Porządek leksykograficzny {\displaystyle \leqslant _{\mathrm {lex} }} na płaszczyźnie {\displaystyle \mathbb {R} ^{2}} jest porządkiem liniowym:

{\displaystyle (x_{1},y_{1})\leqslant _{\mathrm {lex} }(x_{2},y_{2})\iff x_{1}<x_{2}\lor (x_{1}=x_{2}\land y_{1}\leqslant y_{2}).}

## Własności
- Jeśli {\displaystyle \sqsubseteq } jest porządkiem liniowym na zbiorze {\displaystyle X} oraz {\displaystyle Y\subseteq X,} to zawężenie {\displaystyle \sqsubseteq _{Y}} porządku {\displaystyle \sqsubseteq } do zbioru {\displaystyle Y} jest porządkiem liniowym na {\displaystyle Y.}
- Georg Cantor udowodnił następujące twierdzenie[potrzebny przypis]: każdy przeliczalny gęsty porządek liniowy bez końców jest izomorficzny ze zbiorem liczb wymiernych (z naturalnym porządkiem).
- Przypuśćmy, że {\displaystyle (X,\sqsubseteq )} jest gęstym porządkiem liniowym bez końców. Wówczas istnieje relatywnie zupełny porządek liniowy bez końców {\displaystyle (Y,\leqslant )} taki że
{\displaystyle X\subseteq Y} i zawężenie {\displaystyle \leqslant _{X}} zgadza się z {\displaystyle \sqsubseteq } oraz {\displaystyle X} jest gęstym podzbiorem {\displaystyle Y.}

Porządek {\displaystyle (Y,\leqslant )} jest jedyny z dokładnością do izomorfizmu.

## Działania

### Iloczyn leksykograficzny
Niech {\displaystyle (S,\preceq )} będzie zbiorem uporządkowanym liniowo i dobrze. Niech {\displaystyle (X_{s},\leqslant _{s})} będzie zbiorem uporządkowanym liniowo dla każdego {\displaystyle s\in S} oraz niech {\displaystyle X:=\prod _{s\in S}X_{s}} będzie iloczynem kartezjańskim. Iloczynem leksykograficznym porządków {\displaystyle \leqslant _{s}} nazywa się porządek liniowy w {\displaystyle X} zdefiniowany wzorem
{\displaystyle x<y\Leftrightarrow x_{\delta }<y_{\delta },}
gdzie {\displaystyle \delta :=\delta (x,y)\in S} będzie pierwszym elementem w {\displaystyle S,} dla którego {\displaystyle x_{\delta }\neq y_{\delta }} dla dowolnych {\displaystyle x,y\in X.}
Okazuje się, że iloczyn leksykograficzny skończonej rodziny zachowuje dobry porządek: iloczyn leksykograficzny skończonej rodziny zbiorów uporządkowanych liniowo i dobrze jest zbiorem uporządkowanym liniowo i dobrze. Natomiast iloczyn leksykograficzny nieskończonej rodziny zbiorów liniowo uporządkowanych, z których każdy jest co najmniej dwuelementowy, nigdy nie jest uporządkowany dobrze.

### Ultraprodukt
Niech {\displaystyle S} będzie dowolnym zbiorem nieskończonym. Niech {\displaystyle F} będzie dowolnym maksymalnym filtrem (czyli ultrafiltrem) w {\displaystyle S} o pustym przecięciu. Niech ponadto {\displaystyle (X_{s},\leqslant _{s})} będzie zbiorem uporządkowanym liniowo dla każdego {\displaystyle s\in S} oraz niech {\displaystyle X_{F}} będzie ultraproduktem rodziny zbiorów {\displaystyle (X_{s})_{s\in S}} względem ultrafiltru {\displaystyle F.} W ultraprodukcie {\displaystyle X} definiujemy porządek liniowy jak następuje:
{\displaystyle x_{F}\leqslant y_{F}\Leftrightarrow \{s\in S\colon x_{s}\leqslant y_{s}\}\in F}
dla dowolnych {\displaystyle x,y\in \prod _{s\in S}\;X_{s},} gdzie {\displaystyle x_{F}} oznacza klasę elementu {\displaystyle x:=(x_{s})_{s\in S}.}

## Zastosowania
W wielu dziedzinach matematyki rozważa się relację porządku liniowego jako „dodatek” do innych struktur albo jako „narzędzie” do konstruowania przykładów rozważanych struktur.

### Przedziałowe algebry Boole’a
Niech {\displaystyle (X,\sqsubseteq )} będzie porządkiem liniowym, w którym istnieje element najmniejszy. Niech dla {\displaystyle x,y\in X\cup \{\infty \}} symbol {\displaystyle [x,y[} oznacza zbiór {\displaystyle \{z\in X\colon x\sqsubseteq z\sqsubset y\},} tzn. przedział lewostronnie domknięty w {\displaystyle X.}
Niech {\displaystyle {\mathcal {F}}} będzie rodziną złożoną ze zbioru pustego oraz tych wszystkich podzbiorów {\displaystyle X,} które mogą być przedstawione w postaci {\displaystyle [x_{0},y_{0}[\cup \dots \cup [x_{k},y_{k}[} dla pewnych elementów {\displaystyle x_{0},y_{0},\dots ,x_{k},y_{k}\in X\cup \{\infty \}} spełniających nierówności {\displaystyle x_{0}\sqsubset y_{0}\sqsubset x_{1}\sqsubset y_{1}\sqsubset \dots \sqsubset x_{k}\sqsubset y_{k},} gdzie {\displaystyle k\in \mathbb {N} .} Wówczas {\displaystyle {\mathcal {F}}} jest ciałem podzbiorów {\displaystyle X.} Algebra Boole’a {\displaystyle ({\mathcal {F}},\cup ,\cap ,',\varnothing ,X)} jest nazywana algebrą przedziałową wyznaczoną przez {\displaystyle (X,\sqsubseteq ).}

### Topologia porządkowa
Niech {\displaystyle (X,\sqsubseteq )} będzie jest porządkiem liniowym. Niech dla {\displaystyle x,y\in X\cup \{-\infty ,\infty \}} symbol {\displaystyle ]x,y[} oznacza przedział otwarty w {\displaystyle X,} tzn. zbiór postaci {\displaystyle \{z\in X:x\sqsubset z\sqsubset y\}.} Wówczas rodzina
{\displaystyle {\mathcal {B}}=\left\{]x,y[\colon x\sqsubset y\right\}\cup \left\{]-\infty ,x[\colon x\in X\right\}\cup \left\{]x,\infty [\colon x\in X\right\}\cup \{X\}}
pokrywa {\displaystyle X} i jest zamknięta ze względu na branie przekrojów skończonych. Dlatego też {\displaystyle {\mathcal {B}}} jest bazą pewnej topologii {\displaystyle \tau } na {\displaystyle X.} Topologię tę nazywa się topologią porządkową lub topologią przedziałową. Topologia porządkowa zawsze spełnia aksjomat Hausdorffa (T2) i jest nawet przestrzenią T5.

### Struktury algebraiczne
W algebrze rozważa się czasami struktury algebraiczne dodatkowo wyposażone w relację porządku liniowego w pewnym sensie zgodnego z operacjami algebraicznymi.
- Grupa liniowo uporządkowana to trójka {\displaystyle (G,\circ ,\leqslant )} taka, że {\displaystyle (G,\circ )} jest grupą, a {\displaystyle \leqslant } jest porządkiem liniowym na {\displaystyle G,} przy czym
dla dowolnych {\displaystyle a,b,c\in G} jeśli {\displaystyle a\leqslant b,} to zarówno {\displaystyle a\circ c\leqslant b\circ c,} jak i {\displaystyle c\circ a\leqslant c\circ b.}
- Ciało uporządkowane to szóstka uporządkowana {\displaystyle (F,+,\cdot ,0,1,\leqslant ),} gdzie {\displaystyle (F,+,\cdot ,0,1)} jest ciałem, a {\displaystyle \leqslant } jest porządkiem liniowym na {\displaystyle F,} w którym dla dowolnych {\displaystyle a,b,c\in F} spełnione są warunki:

jeśli {\displaystyle a\leqslant b,} to {\displaystyle a+c\leqslant b+c}
oraz
jeśli {\displaystyle a\leqslant b} i {\displaystyle 0\leqslant c,} to {\displaystyle a\cdot c\leqslant b\cdot c.}